# Милан Бесарабић
Милан Бесарабић (Чачак, 16. април 1908 — Београд, 28. април 2011) био је српски вајар.

## Биографија
Рођен је 16. априла 1908. у Чачку где му је отац, пореклом Украјинац, официр, био на службовању. Детињство је провео у Великом Градишту на имању свога деде. У Крагујевцу је похађао основну школу од првог до четвртог разреда. Учесталим пресељењима је сваки разред ниже гимназије завршавао у другом граду: Подгорици – где му отац постао командант града, Руми, Охриду и Битољу – где је завршио Малу матуру, а у Београду Велику матуру. Дипломирао је на Правном факултету Универзитету у Београду 1932, паралелно са академским је стекао и музичко образовање учећи да свира виолину и клавир.
Завршио је вајарство у Уметничкој школи у Београду 1938. и исте године је отворио изложбу „Ученици Уметничке школе излажу”. Прву од многобројних самосталних изложби је приредио у Београду 1940. године у Уметничком павиљону „Цвијета Зузорић”, приредио је и изложбу карикатура у скулптури 1956. Учествовао је 1957. на изложби савремене српске скулптуре, Галерија УЛУС-а, Београд.
Радио је као професор цртања у Књажевцу, Пећи и Земуну и Трећој београдској гимназији. Био је члан Удружења ликовних уметника Србије од 1938. године и учесник многобројних групних и самосталних изложби у земљи и иностранству.
Добитник је бројних домаћих и међународних награда међу којима је награда „Јеж”, висока награда на мађународним изложбама у Канади, Бугарској и Италији и прва награда на Шеснаестом Међународном бијеналу ведре уметности у Толентину 1991. године. Израдио је споменик деци у Пионирском парку. Преминуо је 28. априла 2011. године у Београду као најстарији ликовини уметник у Србији и најстарији члан УЛУС-а.
Његови потомци су 2017. поклонили Завичајном музеју Рума легат од укупно осамдесет и девет уметничких дела од којих се један број налази изложен у холу.